# Koszmosz–1372
A Koszmosz–1372 a szovjet USZ–A aktív radarfelderítő műhold második tesztrepülése volt.

## Küldetés
A szovjet Legenda (oroszul: Легенда) tengeri felderítő rendszerhez készült USZ–A típusú, aktív radarberendezéssel felszerelt felderítő műhold prototípusa. A repülés a radarfelderítő műhold első kísérleti indítása volt, melynek során tesztelték a berendezést. A műholdba a BESZ–5 Buk nukleáris termoelektromos generátor teljes méretű makettjét építették. A Koszmosz–1365 programját folytatta.

## Jellemzői
1982. június 1-jén a bajkonuri űrrepülőtér indítóállomásról egy Ciklon-2A hordozórakétával juttatták Föld körüli, közeli körpályára. Az orbitális egység alappályája 89,66 perces, 65 fokos hajlásszögű, elliptikus pálya perigeuma 245 kilométer, apogeuma 269 kilométer volt. Hasznos tömege 3800 kilogramm. 2010-ben az űregység orbitális pályáját még korrigálták (13 alkalommal), biztosítva a közel körpályás haladási magasságot. Felépítése hengeres, átmérője 1.3 méter, magassága 10 méter.  A sorozat felépítését, szerkezetét, alapvető fedélzeti rendszereit tekintve egységesített, szabványosított űreszköz.
1982. augusztus 11-én az orbitális egység pályáját 103,91 perces, 64,9 fokos hajlásszögű, elliptikus pálya perigeumát 913 kilométerre, apogeumát 975 kilométerre emelték.
Szolgálati idejének vége ismeretlen.